# 高文安
高文安（英語：Kenneth Ko Man On，1942年12月5日—），香港室內設計師，獲譽爲香港室內設計之父，亦是香港室內設計師協會名譽會長。

## 簡歷
高文安於上海出生，有4個姊姊和3個哥哥，自己排行最小，父親高唐曾是上海金門大酒店總經理，在中共上台前, 管理全國28家酒樓；母親則為其父第三任妻子，只是普通家庭主婦。他6歲時, 父親放棄上海事業舉家移居香港，由此生活變得不富裕。他曾就讀慈幼學校，1961年畢業於培僑中學中六年級（與程介明為同屆同學，於1961年中文中學會考中考獲歷史及生物科「良」等成績），1969年從澳洲墨爾本大學建築系畢業，並獲該系學士設計優異獎及 Picton Hopkins Prize。1970年，他加入潘衍壽顧問工程事務所任建築師，1974年在利安工程公司任工程部經理；1976年創辦高文安設計有限公司，從事室內設計工作，業務涵蓋建築、軟裝及園林範疇。1990年，他在新加坡，台灣及泰國增設分公司，1993年在沙田麗豪酒店開設零售店「Kenneth Kollection」，1996年在紅磡黃埔花園家居庭開設裝飾擺設及健康食品專門店。
高文安擁有英國皇家建築學院、香港建築師學院及澳洲皇家建築師學院的院士資格，擅長揉合中西文化，將中國文化滲入建築概念，加上西方科技及舒適特質，替不少中外名人（如李嘉誠、成龍、張國榮、梅艷芳、鄭裕玲、蔣芸、黄霑等）設計家居。而其他較為人熟悉的作品則包括故宮角樓餐廳、泰晤士臨河公寓、蘇格蘭男爵古堡 Crawfordton House 中華藝術展館、峨眉山萬年雪芽坊、麗江瑞吉別墅、海怡半島、中藝（香港）有限公司、廣東道 Canton Disco、凱聲戲院、上海灘、半島酒店嘉麟樓、淺水灣酒店、香港賽馬會沙田會所百俊廳等，完成工程超過5000項；從50歲開始喜歡健身，並曾在55歲時拍攝全裸寫真集《At His Peak》；2003年把事業重心遷移到深圳南山區華僑城創意文化園，建立深圳高文安設計公司，亦選擇長居當地發展和終生不婚。
2006年，高文安成立高文安企業管理公司，開始在深圳華僑城經營「高文安咖啡店 My Coffee」，於東京、舊金山灣區、紐約、洛杉磯、奥克蘭等地開設逾34家店鋪，又擴充「MY 系列」生意至9個品牌，包括開辦健身中心「My Gym」、麵館「My Noodle」、印尼精品酒店「My Hotel」、美髮店「My Hair」、雪糕店「My Gelato」、酒廊「My Martini」、意大利餐廳「My Pasta」及花店「My Floral」。2013和2014年，他分別獲香港室内設計協會、國際室内建築師與設計師聯合會頒發終身成就獎，以及重大國際成就表彰獎；2015年4月23日將其設計公司百分之六十的股份轉讓給深圳市寶鷹建設集團股份有限公司。2019年，他以翻新「Crawfordton House 中華藝術展館」項目獲得意大利國際設計大獎《A'設計獎》「文化遺產與文化產業類別 銀獎（2019 - 2020）」。

## 書籍
- 1997年：寫真集《At His Peak》
- ？年：自傳小說《化作春泥》

## 資料來源
1. ↑  . 深圳高文安设计有限公司. 2015-10-27  [2022-04-11]. （原始内容存档于2023-06-20）.
2. ↑  . 中國建築裝飾新網. 2017-06-12  [2022-04-11]. （原始内容存档于2023-06-20）.
3. 1 2  . 香港商報. 2016-03-28  [2022-04-11]. （原始内容存档于2023-06-19）.
4. ↑  . 深圳高文安设计有限公司. 2019-12-13  [2022-04-11]. （原始内容存档于2023-06-19）. 早在2013年，他便曾操刀水印长廊室内设计，以山水心禅演绎世界级山水栖居范本。六年后的 12月5日，他77岁大寿这天，将一场田园牧歌式的私享宴会搬到水印书院……
5. ↑  . 鳳凰新聞. 2019-12-08  [2022-04-11]. （原始内容存档于2023-06-19）. 12月5日，香港室内设计之父 —— 高文安先生的生日宴会在水印书院隆重举行。
6. 1 2 3  . 知乎. 2022-05-06  [2022-04-11].
7. ↑  . 香港工商日報. 1961-07-19: 10  [2023-09-17]. （原始内容存档于2023-10-02）.
8. ↑  . 華僑日報. 1961-07-23: 14  [2022-04-11].
9. ↑  . 新浪家居. 2016-06-23  [2022-04-11]. （原始内容存档于2023-06-20）.
10. ↑  . 中國健美協會網. 2005-02-04  [2022-04-11]. （原始内容存档于2007-02-06）.
11. ↑  . 香港商報. 2016-03-28  [2022-04-11]. （原始内容存档于2023-06-19）.
12. ↑   (PDF). 香港佛教 二零一六年十一月號 第六七八期. 2016-11-01  [2022-04-11]. （原始内容存档 (PDF)于2023-06-20）.
13. ↑  . 人魚設計. 2006-06-23  [2022-04-11]. （原始内容存档于2023-06-20）.
14. ↑  . 鳳凰家居. 2013-11-26  [2022-04-11]. （原始内容存档于2022-10-07）.
15. 1 2  . 華商領袖編委會.   [2022-04-11]. （原始内容存档于2023-06-20）.
16. ↑  . 香港東方日報. 2007-04-01  [2022-04-11]. （原始内容存档于2023-06-19）.
17. ↑  . 明報. 2010-11-04  [2022-04-11]. （原始内容存档于2023-06-20）.
18. ↑  . 21世紀商業評論. 2016-05-30  [2022-04-11]. 原始内容存档于2023-06-20.
19. ↑  . 繽紛家居 2016年4期. 2016-12-28  [2022-04-11]. （原始内容存档于2023-06-20）.
20. ↑  . 設計腕兒. 2015-05-13  [2022-04-11]. （原始内容存档于2023-06-20）.
21. ↑  . A'設計獎. 2019-06-24  [2022-04-11]. （原始内容存档于2023-06-21） （英语）.

## 外部連結
- 高文安的新浪微博
- 高文安官方網址 （页面存档备份，存于）
- Kenneth Kollection《室内设计师高文安访谈》 （页面存档备份，存于）
- 執委會 - 香港室內設計師協會 （页面存档备份，存于）
- 高文安的作品 （页面存档备份，存于）